# Yigoga aequicuspis
Yigoga aequicuspis är en fjärilsart som beskrevs av Otto Staudinger 1899. Yigoga aequicuspis ingår i släktet Yigoga och familjen nattflyn. Inga underarter finns listade i Catalogue of Life.